# 치프로역
치프로역(이탈리아어: Cipro), 과거의 치프로-무세이 역(이탈리아어: Cipro - Musei Vaticani)은 1999년 5월 29일 개통한 로마 지하철 A선의 역이다. 이 역은 치프로 길 (via Cipro)과 안젤로 에모 길 (via Angelo Emo) 사이 교차로에 위치한다.
이 역의 이름인 치프로는 키프로스라는 뜻으로, 이 역이 위치한 거리인 치프로 길이라는 이름을 땄다. 이 주변 지역의 길 이름은 베네치아 공화국 및 기타 해양 공화국의 역사와 관련된 사람 및 장소를 따서 이름지어졌다.
길 밑에 존재하는 중앙 광장에서 고고학자들이 1993년~94년에 로마 지하철 A선의 오타비아노-바티스티니 노선을 굴착하던 도중 여러 고고학적인 물품들을 발견했다. 이 발견품 중에는 기원후 3세기 경 제작된 사르코파구스 및 장례식에 이용한 재를 담은 항아리, 비문 등이 발견되었다. 이 주변 지역은 고대 로마 시기 대형 매장터로 이용했던 비아 트리움팔리스(Via Triumphalis) 사이에 위치해 있었다는 것이 밝혀졌다.
1991년, 이 역이 위치한 로마의 코무네는 모스크바라는 뜻의 모스카(Mosca)로 이름붙여졌다. 이에 보답하여, 모스크바 지하철 역중 하나인 림스카야 역은 로마를 따서 이름붙여졌다.

## 시설
치프로 역에는 다음과 같은 시설이 있다.
- 매표기
- 장애인 전용 승차시설
- 277대 규모의 파크 앤드 라이드 시설
- 엘레베이터
- 에스컬레이터
- 버스 터미널
- 역 감시카메라 (CCTV)

## 역 주변
- 바티칸 미술관
- 피아찰레 델리 에로이 (Piazzale degli Eroi)
- 메르카토 트리온팔레 (Mercato Trionfale)
- 오스페달레 오프탈미코 (Ospedale Oftalmico)